# Казанский уезд (1552—1708)
Каза́нский уе́зд — административно-территориальная единица в составе Русского государства, существовавшая в 1552—1708 годах. Уездный город — Казань.

## История
Казанский уезд образован в октябре 1552 года для управления левобережной частью бывшего Казанского ханства. С первых лет существования уезда московское правительство начало формировать на его территории систему русского поместного, церковно-монастырского и дворцового землевладения, организуя поселения русских крестьян, привлекая на службу представителей нерусского населения.
В 1558 в Казанском уезде с образованием крепости Тетюши, подчинённого Казани, вошли правобережные земли, и уезд стал занимать и часть правобережной территории бывшего Казанского ханства.
После событий 1552 года татары в основной массе были вынуждены покинуть Казань — единственный крупный город ханства. Казань постепенно превратилась в город с русским населением. И, таким образом, на протяжении XVI—XVII вв. татарское население Среднего Поволжья стало в абсолютном большинстве сельским.